# Alpha Condé
Alpha Condé (n. 4 martie 1938, Boké, Regiunea Boké, Guineea) este un politician guineean care a fost cel de-al patrulea președinte al Guineei din 2010 până în 2021.
Condé a petrecut zeci de ani în opoziție într-o succesiune de regimuri în Guineea, concurând fără succes împotriva președintelui Lansana Conté la alegerile prezidențiale din 1993 și din 1998 și conducând Adunarea Poporului din Guineea (APG), un partid de opoziție. Prezent din nou la alegerile prezidențiale din 2010, Condé a fost ales președinte într-un al doilea tur de scrutin. După alegerea sa, el a spus că va întări Guineea ca democrație și va lupta împotriva corupției.
Când Condé a preluat funcția în decembrie 2010, a devenit primul președinte ales liber din istoria țării. El a fost reales în 2015 cu aproximativ 58% din voturi și din nou în 2020 cu 59,5%, în urma unui referendum constituțional care i-a permis lui Condé să „reseteze” limita de mandate și să urmărească să obțină încă două mandate. Măsura a fost controversată și a stârnit proteste masive înainte și după referendum, proteste care au fost reprimate brutal. Criticii lui Condé au susținut că alegerile din 2015 și 2020 au fost fraudate. La 30 ianuarie 2017, Condé a succedat lui Idriss Déby din Ciad în funcția de șef al Uniunii Africane. El a fost succedat de președintele ruandez Paul Kagame la 28 ianuarie 2018. La 5 septembrie 2021, Forțele Armate din Guineea l-au arestat pe Condé și l-au înlăturat de la putere. Pe 9 decembrie 2022, Trezoreria SUA a publicat o listă cu peste patruzeci de personalități vizate de sancțiuni pentru acte de corupție și încălcări ale drepturilor omului. Printre țintele Oficiului pentru Controlul Activelor Străine (OFAC), organul de control financiar al Departamentului de Trezorerie este Alpha Condé..